# Chilostomellidae
Cassidulinidae es una familia de foraminíferos bentónicos de la superfamilia Chilostomelloidea, del suborden Rotaliina y del orden Rotaliida. Su rango cronoestratigráfico abarca desde el Albiense (Cretácico superior) hasta la Actualidad.

## Clasificación
Cassidulinidae incluye a las siguientes subfamilias y géneros:
- Subfamilia Chilostomellinae
  - Allomorphina
  - Allomorphinella †
  - Chilostomella
  - Chilostomelloides
  - Hidina †
  - Resigia †
- Subfamilia Chilostomininae
  - Chilostomina †
- Subfamilia Pallaimorphininae
  - Abyssamina †
  - Bagginoides †
  - Globimorphina †
  - Gubkinella †
  - Pallaimorphina †
  - Quadrimorphinella †